# Alcino Pinto
Pour les articles homonymes, voir Pinto.
Alcino Martinho de Barros Pinto, né en 1955 ou 1956 et mort le 19 novembre 2020 à São Tomé, est un homme politique santoméen, personnalité majeure du Mouvement pour la libération de Sao Tomé-et-Principe – Parti social-démocrate.

## Biographie
Alcino Pinto naît en 1955 ou en 1956. Il est diplômé en droit à l'université à São Tomé.
Il s'engage tout au long de sa carrière politique au sein du Mouvement pour la libération de Sao Tomé-et-Principe – Parti social-démocrate (MLSTP-PSD). Il est secrétaire national de la branche jeunesse de 1975 à 1991, membre du comité national de 1983 à 1999 et président du groupe parlementaire MLSTP-PSD.
Il est ministre des Équipements sociaux au sein du IVe gouvernement dirigé par Armindo Vaz d'Almeida, en fonction de 1995 à 1996. Député de 2002 à 2006, puis réélu en 2010, il préside l'Assemblée nationale du 28 novembre 2012 au 22 novembre 2014.
Il est l'époux d'Elsa Pinto, tour à tour ministre de la Justice, de la Défense puis des Affaires étrangères.
Hospitalisé au centre de São Tomé, Alcino Pinto décède soudainement le 19 novembre 2020, à l'âge de 64 ans, alors qu'il était cité parmi les candidats potentiels à l'élection présidentielle de 2021,. « Au nom de la nation santoméenne et en [s]on propre nom », le président de la République Evaristo Carvalho « salue la mémoire et le dévouement d'un grand serviteur pour le développement, le progrès et l'amour de la patrie ». Il est inhumé le 24 novembre au cimetière d'Alto São João, en présence de personnalités de l'ensemble de la classe politique, de l'ancien président de la République Manuel Pinto da Costa et du vice-président de l'Angola en exercice Bornito de Sousa.